# 大基尼日
大基尼日（匈牙利語：Nagykinizs）是匈牙利包尔绍德-奥包乌伊-曾普伦州所辖的一个村，与小基尼日相邻。总面积6.62平方公里，总人口344，人口密度52.0人/平方公里（2011年1月1日）。